# Norgesmesterskapet 2002
La Norgesmesterskapet 2002 fu la 97ª edizione della manifestazione. Iniziò il 23 maggio 2002 e si concluse il 3 novembre 2002 con la finale all'Ullevaal Stadion, vinta dal Vålerenga per uno a zero sull'Odd Grenland. La squadra campione in carica fu il Viking.

## Formula
La competizione fu interamente ad eliminazione diretta. Tutti i turni si svolsero in gara unica, con eventuali tempi supplementari e calci di rigore.

## Calendario

### Primo turno
|                     | Risultato        |                   | Data                |
| ------------------- | ---------------- | ----------------- | ------------------- |
| Ringsaker           | 0-8              | HamKam            | 23 maggio ore 19.00 |
| Vindbjart           | 1-3              | Bryne             | 28 maggio ore 18.00 |
| Borg                | 1-2              | Strømsgodset      | 28 maggio ore 19.00 |
| Vardeneset          | 2-3 (dts)        | Vard Haugesund    | 28 maggio ore 19.00 |
| Mjølner             | 6-2              | Vesterålen        | 28 maggio ore 19.30 |
| Salangen            | 1-5              | Alta              | 28 maggio ore 19.30 |
| Skarp               | 5-2              | Stålkameratene    | 29 maggio ore 17.00 |
| Langevåg            | 0-2              | Eidsvold Turn     | 29 maggio ore 19.30 |
| Skarbøvik           | 1-4              | Byåsen            | 29 maggio ore 17.30 |
| Porsanger           | 1-7              | Tromsø            | 29 maggio ore 17.30 |
| Vedavåg             | 3-0              | Løv-Ham           | 29 maggio ore 18.00 |
| Fjøra               | 0-3              | Brann             | 29 maggio ore 18.00 |
| Velledalen          | 0-6              | Aalesund          | 29 maggio ore 18.30 |
| Mosjøen             | 2-12             | Bodø/Glimt        | 29 maggio ore 18.30 |
| Østsiden            | 3-2              | Sprint-Jeløy      | 29 maggio ore 19.00 |
| Mercantile          | 2-3              | Skeid             | 29 maggio ore 19.00 |
| Frigg               | 1-5              | Fredrikstad       | 29 maggio ore 19.00 |
| Ullern              | 0-5              | Moss              | 29 maggio ore 19.00 |
| Fossum              | 1-4              | Raufoss           | 29 maggio ore 19.00 |
| Romerike            | 4-1              | Larvik Turn       | 29 maggio ore 19.00 |
| Fjellhamar          | 2-3              | Lørenskog         | 29 maggio ore 19.00 |
| Ullensaker/Kisa     | 0-7              | Kjelsås           | 29 maggio ore 19.00 |
| Grue                | 0-4              | Lillestrøm        | 29 maggio ore 19.00 |
| Tynset              | 1-2              | Kongsvinger       | 29 maggio ore 19.00 |
| Elverum             | 2-0              | Follo             | 29 maggio ore 19.00 |
| Gjøvik-Lyn          | 0-3              | Nybergsund        | 29 maggio ore 19.00 |
| Vang                | 2-7              | Vålerenga         | 29 maggio ore 19.00 |
| Lom                 | 1-3              | Sogndal           | 29 maggio ore 19.00 |
| Grindvoll           | 1-2              | Bærum             | 29 maggio ore 19.00 |
| Jevnaker            | 2-3              | Lillehammer       | 29 maggio ore 19.00 |
| Hønefoss            | 8-0              | KFUM Oslo         | 29 maggio ore 19.00 |
| Åssiden             | 0-9              | Odd Grenland      | 29 maggio ore 19.00 |
| Ørn-Horten          | 2-1              | Falk              | 29 maggio ore 19.00 |
| Eik-Tønsberg        | 1-2              | Pors Grenland     | 29 maggio ore 19.00 |
| Notodden            | 1-4              | Tollnes           | 29 maggio ore 19.00 |
| Langesund/Stathelle | 0-6              | Mandalskameratene | 29 maggio ore 19.00 |
| Jerv                | 1-0              | Tønsberg          | 29 maggio ore 19.00 |
| FK Arendal          | 1-3              | Start             | 29 maggio ore 19.00 |
| Lyngdal             | 5-1              | Vidar             | 29 maggio ore 19.00 |
| Hana                | 1-4              | Haugesund         | 29 maggio ore 19.00 |
| Torvastad           | 0-6              | Viking            | 29 maggio ore 19.00 |
| Sarpsborg           | 4-3              | Kvik Halden       | 29 maggio ore 19.00 |
| Klepp               | 1-0              | Nord              | 29 maggio ore 19.00 |
| Åsane               | 6-0              | Trane             | 29 maggio ore 19.00 |
| Arna-Bjørnar        | 0-5              | Fana              | 29 maggio ore 19.00 |
| Os                  | 0-2              | Nest-Sotra        | 29 maggio ore 19.00 |
| Tornado             | 2-3              | Spjelkavik        | 29 maggio ore 19.00 |
| Jotun               | 5-2              | Førde             | 29 maggio ore 19.00 |
| Gossen              | 1-3              | Molde             | 29 maggio ore 19.00 |
| Træff               | 3-3 (6-5 d.c.r.) | Clausenengen      | 29 maggio ore 19.00 |
| Verdal              | 3-2              | Melhus            | 29 maggio ore 19.00 |
| Kolstad             | 3-5              | Strindheim        | 29 maggio ore 19.00 |
| Levanger            | 3-4              | Ranheim           | 29 maggio ore 19.00 |
| Mo                  | 2-1              | Steinkjer         | 29 maggio ore 19.00 |
| Lofoten             | 4-1              | Harstad           | 29 maggio ore 19.00 |
| Senja               | 0-4              | Tromsdalen        | 29 maggio ore 19.00 |
| Skånland            | 0-15             | Rosenborg         | 29 maggio ore 19.00 |
| Skjervøy            | 5-6              | Hammerfest        | 29 maggio ore 19.00 |
| Hovding             | 2-1              | Fyllingen         | 29 maggio ore 19.00 |
| Aurskog/Finstadbru  | 0-9              | Stabæk            | 30 maggio ore 18.30 |
| Sparta Undom        | 0-5              | Lyn Oslo          | 30 maggio ore 18.30 |
| Hødd                | 8-1              | Ørsta             | 30 maggio ore 18.30 |
| Manglerud Star      | 5-0              | Fagerborg         | 30 maggio ore 19.00 |
| Sandefjord          | 8-0              | Flint             | 30 maggio ore 19.00 |

### Secondo turno
|               | Risultato |                   | Data                |
| ------------- | --------- | ----------------- | ------------------- |
| Tromsdalen    | 2-0       | Mo                | 12 giugno ore 14.00 |
| Tromsø        | 3-1       | Lofoten           | 12 giugno ore 16.00 |
| Bodø/Glimt    | 9-0       | Mjølner           | 12 giugno ore 17.00 |
| Hammerfest    | 0-9       | Lyn Oslo          | 12 giugno ore 17.00 |
| Molde         | 7-0       | Træff             | 12 giugno ore 18.00 |
| Ranheim       | 3-6       | Stabæk            | 12 giugno ore 18.30 |
| Sarpsborg     | 1-4       | Lillestrøm        | 12 giugno ore 19.00 |
| Kjelsås       | 2-3       | Start             | 12 giugno ore 19.00 |
| Skeid         | 3-0       | Elverum           | 12 giugno ore 19.00 |
| Bærum         | 3-0       | Ørn-Horten        | 12 giugno ore 19.00 |
| Lørenskog     | 1-0       | Romerike          | 12 giugno ore 19.00 |
| Kongsvinger   | 0-4       | Strømsgodset      | 12 giugno ore 19.00 |
| Nybergsund    | 3-2       | HamKam            | 12 giugno ore 19.00 |
| Lillehammer   | 1-3       | Rosenborg         | 12 giugno ore 19.00 |
| Pors Grenland | 3-2       | Manglerud Star    | 12 giugno ore 19.00 |
| Tollnes       | 0-2       | Mandalskameratene | 12 giugno ore 19.00 |
| Jerv          | 0-2       | Sandefjord        | 12 giugno ore 19.00 |
| Lyngdal       | 1-4       | Odd Grenland      | 12 giugno ore 19.00 |
| Viking        | 1-0       | Klepp             | 12 giugno ore 19.00 |
| Bryne         | 7-0       | Vedavåg           | 12 giugno ore 19.00 |
| Haugesund     | 2-0       | Vard Haugesund    | 12 giugno ore 19.00 |
| Brann         | 4-1       | Hovding           | 12 giugno ore 19.00 |
| Fana          | 4-2       | Åsane             | 12 giugno ore 19.00 |
| Nest-Sotra    | 0-2       | Aalesund          | 12 giugno ore 19.00 |
| Sogndal       | 4-0       | Jotun             | 12 giugno ore 19.00 |
| Spjelkavik    | 1-6       | Hødd              | 12 giugno ore 19.00 |
| Byåsen        | 1-0       | Verdal            | 12 giugno ore 19.00 |
| Strindheim    | 2-3       | Raufoss           | 12 giugno ore 19.00 |
| Alta          | 5-4       | Skarp             | 12 giugno ore 19.00 |
| Fredrikstad   | 3-1       | Hønefoss          | 13 giugno ore 19.00 |
| Moss          | 3-1       | Østsiden          | 13 giugno ore 19.00 |
| Eidsvold Turn | 0-5       | Vålerenga         | 19 giugno ore 19.00 |

### Terzo turno
|                   | Risultato        |               | Data                |
| ----------------- | ---------------- | ------------- | ------------------- |
| Lillestrøm        | 0-1              | Skeid         | 26 giugno ore 19.00 |
| Vålerenga         | 5-0              | Lørenskog     | 26 giugno ore 19.00 |
| Stabæk            | 3-0              | Nybergsund    | 26 giugno ore 19.00 |
| Raufoss           | 5-6 (5-6 d.c.r.) | Bryne         | 26 giugno ore 19.00 |
| Strømsgodset      | 1-0              | Fredrikstad   | 26 giugno ore 19.00 |
| Sandefjord        | 0-1              | Moss          | 26 giugno ore 19.00 |
| Odd Grenland      | 2-0              | Bærum         | 26 giugno ore 19.00 |
| Start             | 1-0              | Haugesund     | 26 giugno ore 19.00 |
| Aalesund          | 5-0              | Sogndal       | 26 giugno ore 19.00 |
| Hødd              | 1-0              | Molde         | 26 giugno ore 19.00 |
| Tromsø            | 2-0              | Tromsdalen    | 26 giugno ore 19.00 |
| Alta              | 1-6              | Bodø/Glimt    | 26 giugno ore 19.00 |
| Lyn Oslo          | 3-2              | Pors Grenland | 27 giugno ore 19.00 |
| Mandalskameratene | 0-2              | Viking        | 27 giugno ore 19.00 |
| Fana              | 0-2              | Brann         | 27 giugno ore 19.00 |
| Rosenborg         | 2-0              | Byåsen        | 27 giugno ore 19.00 |

### Quarto turno
|              | Risultato    |           | Data               |
| ------------ | ------------ | --------- | ------------------ |
| Skeid        | 1-5          | Stabæk    | 7 agosto ore 18.00 |
| Odd Grenland | 4-1          | Start     | 7 agosto ore 18.00 |
| Bryne        | 1-2          | Lyn Oslo  | 7 agosto ore 18.00 |
| Viking       | 2-0          | Rosenborg | 7 agosto ore 18.00 |
| Bodø/Glimt   | 1-5          | Tromsø    | 7 agosto ore 18.00 |
| Moss         | 6-7 (d.c.r.) | Vålerenga | 8 agosto ore 18.00 |
| Strømsgodset | 2-1          | Hødd      | 8 agosto ore 18.00 |
| Brann        | 6-7 (d.c.r.) | Aalesund  | 8 agosto ore 18.00 |

### Quarti di finale
|              | Risultato    |              | Data                   |
| ------------ | ------------ | ------------ | ---------------------- |
| Aalesund     | 2-0          | Tromsø       | 28 agosto ore 17.30    |
| Odd Grenland | 4-3          | Strømsgodset | 28 agosto ore 19.00    |
| Vålerenga    | 3-1          | Viking       | 29 agosto ore 20.30    |
| Lyn Oslo     | 6-7 (d.c.r.) | Stabæk       | 11 settembre ore 19.00 |

### Semifinali
|           | Risultato |              | Data                   |
| --------- | --------- | ------------ | ---------------------- |
| Vålerenga | 2-0       | Aalesund     | 21 settembre ore 15.00 |
| Stabæk    | 0-2       | Odd Grenland | 22 settembre ore 15.00 |

### Finale
| Arbitro: | Skjerven |

|  |           |             |
|  | Marcatori | 5’ Levernes |

| Odd Grenland | Vålerenga |

#### Formazioni
| Odd Grenland (4-3-3) |    |                         |     |     |
|                      |    |                         |     |     |
| POR                  | 1  | Erik Holtan (C)         |     |     |
| TD                   | 15 | Alexander Aas           |     |     |
| DC                   | 4  | Ronny Deila             |     |     |
| DC                   | 17 | Jan Frode Nornes        |     |     |
| TS                   | 3  | Anders Rambekk          |     |     |
| CEN                  | 6  | Morten Fevang           |     |     |
| CEN                  | 8  | Bent Inge Johnsen       | 75’ |     |
| CEN                  | 7  | Christian Flindt-Bjerg  | 68’ | 41’ |
| ATT                  | 11 | Edwin van Ankeren       |     |     |
| ATT                  | 19 | Martin Wiig             | 71’ |     |
| ATT                  | 13 | Jan Gunnar Solli        |     |     |
| A disposizione:      |    |                         |     |     |
| POR                  | 12 | Rune Almenning Jarstein |     |     |
| DIF                  | 2  | Lars Lien               |     |     |
| ATT                  | 9  | Sveinung Fjeldstad      | 71’ |     |
| ATT                  | 10 | Michele Di Piedi        |     |     |
| CEN                  | 16 | Jan Tore Amundsen       |     |     |
| DIF                  | 23 | Brede Bomhoff           | 75’ |     |
| ATT                  | 25 | Espen Hoff              | 68’ |     |
| Allenatore:          |    |                         |     |     |
| Arne Sandstø         |    |                         |     |     |

| Vålerenga (4-5-1) |    |                      |  |     |     |
|                   |    |                      |  |     |     |
| POR               | 1  | Øyvind Bolthof       |  |     |     |
| TD                | 6  | Freddy dos Santos    |  |     |     |
| DC                | 5  | Erik Hagen           |  |     |     |
| DC                | 19 | Knut Henry Haraldsen |  |     |     |
| TS                | 21 | Tom Henning Hovi (C) |  | 44’ |     |
| CLD               | 8  | Pa Modou Kah         |  | 49’ |     |
| CEN               | 10 | Kjetil Rekdal        |  |     |     |
| CEN               | 27 | David Hanssen        |  |     |     |
| CEN               | 16 | Johan Arneng         |  |     |     |
| CLS               | 7  | Bjørn Arild Levernes |  | 75’ |     |
| ATT               | 22 | Tobias Grahn         |  | 90’ | 73’ |
| A disposizione    |    |                      |  |     |     |
| POR               | 30 | Morten Bakke         |  |     |     |
| DIF               | 2  | Ronny Døhli          |  | 49’ |     |
| DIF               | 13 | Thomas Holm          |  | 75’ |     |
| CEN               | 14 | Stian Ohr            |  |     |     |
| ATT               | 23 | Knut Hovel Heiaas    |  |     |     |
| CEN               | 24 | Petter Belsvik       |  |     |     |
| ATT               | 24 | Kristen Viikmäe      |  | 90’ |     |
| Allenatore:       |    |                      |  |     |     |
| Kjetil Rekdal     |    |                      |  |     |     |